# 根岸泰樹
根岸泰樹（1999年6月18日—），是名屬Stardust Promotion事務所成員的日本演員。擅長於足球。

## 經歷
- 在2009年12月於日本樂隊組合High Speed boyz的「叶えたい夢がある〜4EVER BOYZ AND GIRLZ SPIRIT〜」PV裹參與其首次演出
- 在2010年2月加入Stardust Promotion事務所,並以演員身份出道
- 2010年8月於日本節目子役戀愛物語表明最喜歡的明星是同事務所的女演員北川景子

## 演出作品

### 電視劇
- 初戀紀錄(2010年3月13日、BS富士) 飾 小孩
- 娼婦與淑女(2010年4月-7月、東海電視台) 飾 清瀬眞一
- school!!(2011年1月-3月、富士電視台) 飾 田中勇氣

### 電影
- eclair エクレール 〜お菓子放浪記〜（2011年春公開予定）
- 星守る犬（2011年夏公開予定、東宝）

### 廣告
- 日立プラズマテレビ「Wooo」家政婦は見た!Woooも見た!第二話・前編／後編（2010年7月21日 -） 飾 藤大路陸斗
- LEVEL-5閃電十一人3 世界への挑戦 登場篇／対決篇（2010年6月23日 - 12月23日）

### PV
- High Speed boyz「叶えたい夢がある〜4EVER BOYZ AND GIRLZ SPIRIT〜」

## 外部連結
- 所屬事務所官方網站 （页面存档备份，存于）